# Кшивиці
Кшивіце (пол. Krzywice) — село в Польщі, у гміні Холм Холмського повіту Люблінського воєводства. Населення — 109 осіб (2011).

## Історія
За даними етнографічної експедиції 1869—1870 років під керівництвом Павла Чубинського, населення села становили римо-католики, які розмовляли українською мовою.
У 1975—1998 роках село належало до Холмського воєводства.

## Демографія
Демографічна структура станом на 31 березня 2011 року:
|          | Загалом | Допрацездатний вік | Працездатний вік | Постпрацездатний вік |
| -------- | ------- | ------------------ | ---------------- | -------------------- |
| Чоловіки | 53      | 9                  | 36               | 8                    |
| Жінки    | 56      | 15                 | 24               | 17                   |
| Разом    | 109     | 24                 | 60               | 25                   |